# Ephies philippensis
Ephies philippensis är en skalbaggsart som beskrevs av Schwarzer 1931. Ephies philippensis ingår i släktet Ephies och familjen långhorningar.
Artens utbredningsområde är Filippinerna. Inga underarter finns listade i Catalogue of Life.